# Деперсоналізація
Деперсоналіза́ція (лат. de, лат. persona — особистість; також абаліенція) — це стан відчуження від самого себе, неадекватне сприймання людиною своєї особи, свого «я». Причинами можуть бути психофізіологічні, соціальні захворювання. Є клінічним синдромом певних психічних розладів.
Хворим здається, що події їхнього життя відбуваються з кимось іншим, що вони ніби «дивляться» своє життя в кінотеатрі. Деперсоналізацію, в переважній більшості випадків, супроводжує дереалізація та психічна анестезія. Латинська назва — anaesthesia psychica dolorosa. У МКХ-10 позначається як «Синдром деперсоналізації-дереалізації», історично званий деперсоналізацією. Тривала деперсоналізація є тяжким станом, часто призводить до суїцидів.

## Історія вивчення
Найперші опубліковані описи синдрому деперсоналізації були дані французьким психіатром J. Esquirol в 1838 р., а також J. Moreau de Tours в 1840 р., які звернули увагу на симптоматику відчуження відчуттів власного тіла. Першою монографією, майже цілком присвяченої синдрому деперсоналізації, стала робота R. Krishaber, заснована на описі 38 клінічних спостережень. У 1898 р., французьким філологом і філософом L. Dugas, для позначення відділення (дисоціації) або втрати свого «Я», був запропонований термін «деперсоналізація». Пізніше L. Dugas (а також F. Moutier) опублікував монографію «Деперсоналізація», узагальнив досвід вивчення деперсоналізації за всі попередні роки. У вітчизняній літературі підсумки досліджень синдрому деперсоналізації підводяться в роботах А. А. Меграбяна, А. Б. Смулевич і В. Ю. Воробйова, Ю. Л. Нуллера.

## Симптоматика
Синдром деперсоналізації (симптомокомплекс) може включати такі відчуття хворого:
- Відчуття часткового або повного зникнення (стирання) рис своєї особистості.
- Зникнення так званих «тонких емоцій».
- Зменшення або повне зникнення почуттів (емоційного ставлення) до близьких.
- Оточення здається «пласким», «мертвим», або сприймається притуплено, якби через скло.
- Притуплене кольоросприйняття, навколишній світ «сірий», «безбарвний».
- Відсутність або притуплення емоційного сприйняття природи.
- Відсутність або притуплення сприйняття творів мистецтва, музики.
- Відчуття відсутності думок в голові.
- Зменшення здатності до запам'ятовування.
- У деяких випадках, все навколо може здаватися абсолютно незнайомим, вперше баченим.
- Притуплення простих почуттів, таких як почуття образи, злості, співчуття, радості.
- Відсутність самого поняття «настрій» (настрою як би не існує). Поява поганого настрою говорить про поліпшення стану.
- Відчуття свого тіла як автомата, свої дії здаються автоматичними (при об'єктивному розумінні того, що це тільки здається).
- Втрата почуттів викликає болісний душевний біль.
- Відчуття уповільненої течії або повної зупинки часу.
- Утруднення образного уявлення, образного мислення.
- Притуплення або відсутність больової, тактильної, температурної, смакової, пропріоцептивної чутливості, відчуття ваги, почуттів сну, голоду і насичення (так звана Соматопсихічна деперсоналізація).

## Патогенез
Практично завжди (за винятком деяких видів шизофренії), деперсоналізація є захисним механізмом психіки при виникненні сильного емоційного потрясіння, в тому числі й дебюту важких психічних захворювань. В екстрених для психічного стану ситуаціях деперсоналізація дозволяє тверезо оцінити обставини, без емоцій, які заважають аналізу. У такому випадку, деперсоналізація є нормальною реакцією організму на гострий стрес. Патологічною ж вважають тривалий, безперервний, тяжкий перебіг деперсоналізації.

### Супутні біохімічні та неврологічні порушення
Розладу також часто супроводжує «оксидативний стрес», модифікація білків рецепторів, порушення роботи гіпофіз Арно-надниркової осі (порушення продукції кортизолу, АКТГ). За деякими дослідженнями, в патогенезі беруть участь зміни в серотонінових 5HT2A, ГАМК, опіоїдних, NMDA рецепторах. Дослідження хворих, за допомогою функціональної магнітно-резонансної томографії (фМРТ), показують зміну активності в різних частинах мозку, у порівнянні зі здоровими людьми.

### Механізм виникнення пристресі
Існує думка, що механізм виникнення розладу пов'язаний з реакцією мозку на стрес: відбувається активне вироблення ендорфінів з високою спорідненістю до μ-опіоїдних рецепторів (ці рецептори також пов'язані з виникненням дисоціації при вживанні опіатів). Сильна активація цих рецепторів, призводить до порушення механізмів зворотного зв'язку (негативна змінюється на позитивну), необхідної для підтримки нейрохімічного гомеостазу. Ці порушення, призводять до каскадної зміни в інших рецепторних системах. В результаті, на думку вчених, блокується центр задоволення (виникає ангедонія), лімбічна система (відповідає за емоції) не може адекватно реагувати на її хаотичну стимуляцію і відключається (також за допомогою механізмів зворотного зв'язку), що призводить до виникнення деперсоналізаціонної-дереалізаціонної, а також депресивної симптоматики. Часто при дослідженні ЕЕГ виявляється пароксизмальною активність в області діенцефальних структур. Хаотична стимуляція лімбічної системи знаходиться неподалік епілептичного вогнища не дає їй відновити свою функціональність. Це підтверджується деякою позитивним дією антиконвульсантів при комплексній фармакотерапії.
Можливо також, що первинна фаза патогенезу пов'язана з блокуванням NMDA рецепторів поки не виявленими ендогенними пептидними антагоністами цих рецепторів.

### Індукування деперсоналізації
Стан деперсоналізації може бути штучно викликано застосуванням дисоціативних наркотичних засобів — блокаторів NMDA рецепторів, таких як кетамін, декстрометорфан або фенциклідин, а також вживанням марихуани. У такому випадку, звичайно деперсоналізація проходить після дезінтоксикації організму, проте є ймовірність індукування повноцінного розладу, особливо в останньому випадку. Примітно, що в США питаннями лікування синдрому деперсоналізації-дереалізації займається інститут NODID.

## Різновиди деперсоналізації
- Перший — порушуються відчуття онтогенетично найбільш ранніх форм самосвідомості. Хворі оцінюють свої власні дії, як автоматичні, що здійснюються як би проти їхньої волі, або взагалі іншою особою. При достатній вираженості цього розладу, хворим може здаватися, що вони взагалі перестають існувати, що вони незначні. Клінічно це найлегший тип деперсоналізації.
- Другий — порушення переважно поширюються на найпізніші в онтогенетичному сенсі ідеаторні форми самосвідомості і проявляються в почутті втрати індивідуальної специфічності соціальних комунікацій. При розвиненій картині, виникає відчуття повної втрати уявлення про своє «Я». Хворі скаржаться, що вони ніби повністю позбавляються власного світогляду, поглядів, суджень, стають безликими людьми. Другий тип зустрічається при шизотипових розладах. Деперсоналізація виступає у зв'язку зі змінами особистості, іпохондричним самоаналізом.
- Третій («анестетична депресія») — у хворих притупляється здатність відчувати емоції (радіти, горювати) іноді аж до емоційної тупості — майже повної неможливості відчувати емоції, при цьому це завдає, проте, великі страждання пацієнтам. Істинного емоційного збідніння у хворих з психічною анестезією, як правило, не наступає, а є лише суб'єктивне відчуття нестями.

## Диференціальна діагностика
Надійним методом розмежування деперсоналізації, депресії та тривоги є діазепамовий тест, розроблений професором Ю. В. Нуллером.

## Особливості перебігу захворювання
Характер і тривалість перебігу деперсоналізаційного розладу залежить, в першу чергу, від причини її виникнення, а також від генетичної схильності до цього захворювання.

### Тривалість розладу
Тривалість стану деперсоналізації може становити від декількох хвилин до декількох років. Цікаво, що майже завжди, особливо на початкових стадіях, може відбуватися спонтанне раптове тимчасове зникнення всього деперсоналізаційно-дереалізаційного симптомокомплексу. Цей так званий «вихід» або «світла пляма» триває кілька годин і закінчується поверненням симптоматики.

### Резистентність до лікування
Якщо розглядати цей розлад як захисний механізм, то стає зрозуміло, чому перебігу захворювання супроводжує часткова або абсолютна резистентність до лікування психофармакологічними препаратами (транквілізатори, антидепресанти, нейролептики), значно підвищується загальний імунітет до інфекційних захворювань (наприклад у хворих знижується частота виникнення застуди). Резистентність можна трохи знизити за допомогою проведення серії процедур плазмаферезу, при якому з крові частково забирають антитіла. До застосовуваних препаратів (особливо до бензодіазепінових транквілізаторів) досить швидко виникає толерантність, що не дозволяє проводити лікування невеликими дозами психофармакологічних засобів. Резистентність буває настільки сильною, що навіть при високій концентрації препарату в крові, пацієнт не відчуває ніякої[джерело?] дії, в той час як для здорових людей такі концентрації можуть бути летальними.